# 前1490年代
| 千纪： | 前2千纪 |
| 世纪： | 前16世纪 \| 前15世纪 \| 前14世纪                                                                                     |
| 年代： | 前1520年代 \| 前1510年代 \| 前1500年代 \| 前1490年代 \| 前1480年代 \| 前1470年代 \| 前1460年代                       |
| 年份： | 前1499年 \| 前1498年 \| 前1497年 \| 前1496年 \| 前1495年 \| 前1494年 \| 前1493年 \| 前1492年 \| 前1491年 \| 前1490年 |

重要事件
- 埃及占领努比亚地区和黎凡特地区。（前1504年—前1492年）
- 前1492或1493年，埃及法老图特蒙斯一世去世，图特蒙斯二世即位。
- 前1491年,根据詹姆斯·厄舍的年表，这是摩西带领希伯来人离开埃及的时间，即出埃及记。

重要人物
- 图特摩斯二世，埃及第十八王朝法老（约公元前1493-前1479年）。
- 小甲，中国商朝第8任王，大庚的儿子，太戊、雍己的哥哥